# Liste der Generaloberinnen der Barmherzigen Schwestern vom hl. Vinzenz von Paul in München
Die Liste der Generaloberinnen der Barmherzigen Schwestern vom hl. Vinzenz von Paul in München führt alle Generaloberinnen des Klosters auf, seitdem König Ludwig I. den Orden 1832 in das Königreich Bayern holte. 

## Generaloberinnen
| Generaloberin                        | Amtszeit  |
| ------------------------------------ | --------- |
| Schwester Ignatia Jorth              | 1832–1845 |
| Schwester M. Vinzentia Balghuber     | 1845–1848 |
| Schwester M. Benonia Stanglmaier     | 1848–1855 |
| Schwester M. Regina Hurler           | 1855–1895 |
| Schwester M. Avila Dorn              | 1895–1911 |
| Schwester M. Seraphina Sellmayer     | 1911–1912 |
| Schwester M. Osmunda Rummel          | 1912–1924 |
| Schwester M. Desideria Weihmayr      | 1924–1941 |
| Schwester M. Castella Blöckl         | 1941–1956 |
| Schwester M. Mildgitha Bachleitner   | 1956–1968 |
| Schwester M. Gundebalda Engelhart    | 1968–1980 |
| Schwester M. Siglinde Reichart       | 1980–1992 |
| Schwester M. Adelinde Schwaiberger   | 1992–2004 |
| Schwester M. Theodolinde Mehltretter | 2004–2016 |
| Schwester M. Rosa Maria Dick         | seit 2016 |